# أنولاب
أنولاب (بالإنجليزية: Anulap)‏ في الميثولوجيا الميكرونيزية هو رب سماء في ميكرونيزيا. وهو إله السحر والمعرفة في أساطير جزيرة تراك Truk في ميكرونيزيا، الذي يعلم هذه الأشياء للإنسانية. إنه زوج آلهة الخلق Ligobubfanu (وباللغة الزولوية يعني "إنه الظلام"، وقد يكون إله خالق هو نفسه. كان ابنه لوغيلان، وكان حفيده أوليفات.